# Mars-la-Tour
Mars-la-Tour è un comune francese di 978 abitanti situato nel dipartimento della Meurthe e Mosella nella regione del Grand Est.

## Società

### Evoluzione demografica
Abitanti censiti